# Тихше, тихше, мила Шарлотто
«Тихше, тихше, мила Шарлотто» (англ. Hush... Hush, Sweet Charlotte) — американський кінофільм 1964 року, знятий Робертом Олдрічем за невиданим оповіданням Генрі Фаррелла «Що сталося з кузиною Шарлоттою». У головних ролях Бетті Девіс, Олівія де Гевіленд та Джозеф Коттен.

## Сюжет
1927 рік, Луїзіана. Молода красуня Шарлотта Голліс планує втечу зі своїм одруженим коханцем Джоном Мейг'ю під час балу у заміському будинку її родини в повіті Ассансьйон. Батько Шарлотти повідомляє Джону, що напередодні його відвідала Джуел, дружина Джона, й розповіла про зв'язок свого чоловіка з Шарлоттою. Він вимагає від Джона сьогодні ж сказати Шарлотті, що той не кохає її й вони мають розлучитися. Того ж вечора Джона жорстоко вбивають сокирою в альтанці у саду Голлісів. Шарлотта з'являється перед гостями у стані шоку і в закривавленій бальній сукні.
1964 рік. Шарлотта, багата стара діва, мешкає в тому самому заміському будинку. Її батько помер через рік після нерозкритого вбивства Мейг'ю, вважаючи винною свою дочку. Єдиний, хто дбає про Шарлотту, — її економка Велма. Садибу Голлісів мають знести, щоб прокласти на її місці нову трасу, та Шарлотта не хоче виселятися і проганяє прораба з робітниками, обстрілявши їх з гвинтівки. Задля підтримки Шарлотта запрошує до себе свою кузину Міріам Дірінг, яка колись жила з ними на становищі бідної родички, та потім перебралася до Нью-Йорку і розбагатіла. По приїзді Міріам поновлює стосунки з доктором Дрю Бейліссом, який покинув її після вбивства Мейг'ю.
Тим часом психічний стан Шарлотти поступово погіршується: ночами вона чує мелодію, яку Мейг'ю написав для неї, а потім бачить його відрубані руку і голову. Велма починає підозрювати Міріам і Дрю у змові проти Шарлотти, про що розповідає шерифові Віллісу. Шериф відвідує хвору Джуел Мейг'ю, яка передає йому запечатаного конверта з наказом відкрити лише після її смерті. Міріам звільняє Велму, яка, хвилюючись за Шарлотту, пізніше повертається і випадково дізнається, що Міріам підмішує своїй кузині наркотик. Велма намагається забрати з будинку непритомну Шарлотту, та Міріам вбиває Велму, вдаривши її по голові стільцем й скинувши зі сходів. Дрю і Міріам переконують одурманену Шарлотту, що вона збожеволіла й навіть застрелила Дрю. Міріам розігрує виставу, буцімто, рятуючи Шарлотту, топить у болоті тіло Дрю. Тієї ж ночі Шарлотта зустрічає «покійного» Дрю на сходовому майданчику й остаточно переконується у власному божевіллі. Вважаючи, що Шарлотта заснула у своїй кімнаті, коханці обіймаються на терасі і відверто обговорюють свій план — довести Шарлотту до божевілля й заволодіти її статками. Міріам розповідає Дрю, що бачила як Джуел Мейг'ю вбила свого чоловіка, і с тих пір шантажувала її протягом багатьох років. Шарлотта виходить на балкон і чує їхню розмову. У нападі люті Шарлотта вбиває обох, зіштовхнувши їм на голови великий кам'яний вазон.
Вранці, коли Шарлотту забирають з будинку, Вілліс віддає їй листа Джуел, яка саме померла від інсульту, дізнавшись про нічні події. Шарлотта читає листа. Коли її відвозять, вона обертається й дивиться на свій дім.

## У ролях
| Актор              | Роль               |
| ------------------ | ------------------ |
| Бетті Девіс        | Шарлотта Голліс    |
| Олівія де Гевіленд | Міріам Дірінг      |
| Джозеф Коттен      | доктор Дрю Бейлісс |
| Агнес Мургед       | Велма Картер       |
| Сесіл Келлауей     | шериф Гаррі Вілліс |
| Мері Астор         | Джуел Мейг'ю       |
| Віктор Буоно       | Сем Голліс         |
| Брюс Дерн          | Джон Мейг'ю        |
| Джордж Кеннеді     | прораб             |

## Нагороди та номінації
За роль Велми Картер Агнес Мургед отримала премію Золотий глобус за найкращу жіночу роль другого плану.
Також фільм отримав сім номінацій на премію Оскар:
- Найкраща жіноча роль другого плану (Агнес Мургед).
- Найкращий дизайн костюмів (Норма Кох).
- Найкраща робота художників (Вільям Глазгоу, Рафаель Бреттон).
- Найкраща операторська робота (Джозеф Байрок).
- Найкращий монтаж (Майкл Лучано).
- Найкраща музика до фільму (Френк Де Вол).
- Найкраща оригінальна пісня (Френк Де Вол — музика, Мак Девід — слова: «Hush…Hush, Sweet Sharlotte»).

Лукас Хеллер та Генрі Фаррелл були нагороджені Премією Едгара Алана По за найкращий сценарій.

## Історія створення
Після несподіваного гучного успіху фільму «Що сталося з Бебі Джейн?» Роберт Олдріч наважився на ще одну стрічку з подібним сюжетом й тим самим акторським складом. На роль Міріам Дірінг було затверджено Джоан Кроуфорд, та через конфліктну ситуацію, яка виникла у неї з Бетті Девіс, Кроуфорд покинула знімальний майданчик, й врешті роль доручили Олівії де Гевіленд. Історія породженого суперництвом конфлікту між Бетті Девіс та Джоан Кроуфорд під час зйомок фільмів «Що сталося з Бебі Джейн?» та «Тихше, тихше, мила Шарлотта» стала основою сюжету міні-серіалу «Ворожнеча» (2017).
Пісню «Hush…Hush, Sweet Sharlotte», створену спеціально для фільму, виконав Ель Мартіно. Наступного року композиція була записана Патті Пейдж і посіла восьме місце хіт-параду Billboard Hot 100.
Натурні зйомки проходили на плантації Houmas House в Луїзіані. Всі інші сцени відзнято у павільйонах студії.